# Summit (Arizona)
Summit es un lugar designado por el censo ubicado en el condado de Pima en el estado estadounidense de Arizona. En el Censo de 2010 tenía una población de 5372 habitantes y una densidad poblacional de 462,05 personas por km².

## Geografía
Summit se encuentra ubicado en las coordenadas 32°3′58″N 110°56′56″O / 32.06611, -110.94889. Según la Oficina del Censo de los Estados Unidos, Summit tiene una superficie total de 11.63 km², de la cual 11.63 km² corresponden a tierra firme y (0%) 0 km² es agua.

## Demografía
Según el censo de 2010, había 5.372 personas residiendo en Summit. La densidad de población era de 462,05 hab./km². De los 5.372 habitantes, Summit estaba compuesto por el 64.22% blancos, el 0.6% eran afroamericanos, el 1.82% eran amerindios, el 0.45% eran asiáticos, el 0.02% eran isleños del Pacífico, el 29.65% eran de otras razas y el 3.24% pertenecían a dos o más razas. Del total de la población el 80.29% eran hispanos o latinos de cualquier raza.